# Bruine satijnzwam
De bruine satijnzwam (Entoloma sericeum) is een schimmel behorend tot de familie Entolomataceae. Aanvankelijk is de hoed conisch van vorm en vervolgens plat, met in het midden een enigszins stompe of spitse bult (umbo). Hij komt voor in allerlei soorten matig bemeste graslanden, vaak in gezelschap van wasplaten. Hij heeft een egaal donkerbruine hoed en de bruinroze lamellen. 

## Kenmerken

### Uiterlijke kenmerken
Hoed
De hoed heeft een diameter van 12 tot 75 mm. Bij jonge exemplaren is deze gewelfd, later vlak gewelfd en vaak golvend. Het oppervlak is glad en satijnig glanzend, maar er komen ook vormen voor met een min of meer berijpte of fijn harige hoed, die soms wat gezoneerd aandoet. De rand is fijn geribbeld. De kleur is donker roodbruin, bijna zwartbruin en vervaagt met strepen. Het vlees is erg dun en broos.
Lamellen
De lamellen zijn variabel aangehecht. Ze hebben eerst een grauwe kleur, maar deze wordt later bruinroze.
Steel
De steel heeft een dikte van 2 tot 7 mm dik, cilindrisch of overlangs afgeplat. Het bevat geen velum. De kleur is donkerbruin en het oppervlak is droog, zilverig overlangs gestreept. De basis is witachtig.
Geur en smaak
Hij heeft een melige geur en smaak.
Sporenprint
De sporenprint is roze. 

### Microscopische kenmerken
De sporen zijn langwerpig rond, vrijwel isodiametrisch, 5-hoekig en de afmeting is 7,5-10,5 × 6,5-9,5 µm. De Q-waarde (quotiënt van lengte en breedte van de sporen) is 1,0-1,2. Er zijn geen cystiden aanwezig.

## Verspreiding
De bruine satijnzwam komt in Nederland zeer algemeen voor. Hij is niet bedreigd en staat niet op de rode lijst.

## Naam
De soortaanduiding sericeum is afgeleid van het Latijnse woord sericatus, dat met zijde bekleed of zijdeachtig betekent. Deze naam komt van het uiterlijk van de schimmel.

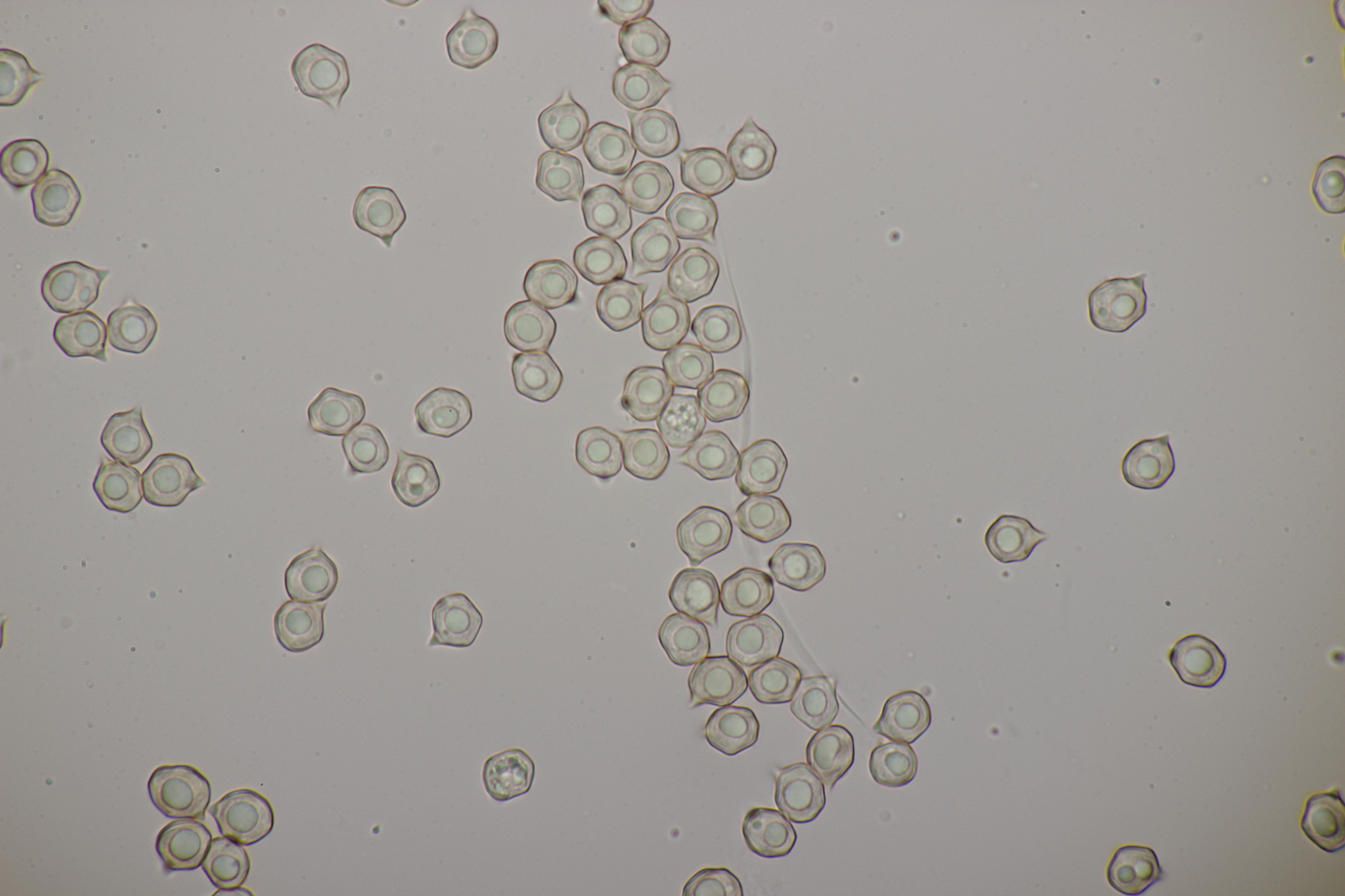
Sporen